# Буренков, Евгений Дмитриевич
Евге́ний Дми́триевич Буренко́в (7 декабря 1924 — 19 апреля 1989) — советский актёр театра и кино. Заслуженный артист РСФСР (1977). Член ВКП(б) с 1946 года.

## Биография
Евгений Буренков родился 7 декабря 1924 года в деревне Малое Полозово (ныне Гагаринский район, Смоленская область).
Участник Великой Отечественной войны с октября 1942 года. Служил на 28-й авиационной базе ВВС Балтийского флота, располагавшейся на острове Лавенсаари. Вначале был бойцом стрелковой роты, а затем — комсоргом базы. Участвовал в обороне и снятии блокады Ленинграда, освобождении Прибалтики. Закончил войну в звании старшего сержанта.
В 1946—1950 годах — чтец и ведущий ансамбля Балтийского флота. В 1949 году Буренков поступил в Театральное училище имени Щепкина, которое окончил в 1954 году, и тут же был зачислен в московский Малый театр. С 1 августа 1954 года и до конца жизни — артист Малого театра. Параллельно много снимался в кино. Выигрышная внешность способствовала тому, что на экране он создавал, в первую очередь, положительных персонажей советской эпохи, его часто приглашали на исполнение бытовых ролей, в основном, военных и партийных начальников. Е. Буренков сыграл маршала Василевского в нескольких военных фильмах.
Умер Евгений Дмитриевич 19 апреля 1989 года. Похоронен в Подмосковье, на 93-м участке Долгопрудненского (Центрального) кладбища, на Старой (Северной) территории.

## Награды и звания
- заслуженный артист РСФСР (18.8.1977[5]).
- орден Отечественной войны II степени (11.03.1985)[2]
- орден Красной Звезды (24.05.1945)[2]
- медаль «За трудовую доблесть» (04.11.1974)[6]
- медали

## Творчество

### Роли в Малом театре
Сезон 1954/1955 гг.:
- «Доходное место» А. Н. Островского. Режиссёры: К. А. Зубов, В. И. Цыганков — 2-й купец
- «Горе от ума» А. С. Грибоедова — Лакей Тугоуховских
- «Северные зори» Н. Н. Никитина. Режиссёры: К. А. Зубов и П. А. Марков — Боец
- «Иван Грозный» А. Н. Толстого. Режиссёры: П. М. Садовский, К. А. Зубов и Б. И. Никольский — Стрелец
- «Живой труп» Л. Н. Толстого. Режиссёр: Л. А. Волков — Городовой в трактире
- «Волки и овцы» А. Н. Островского — Староста
- «Порт-Артур» А. Н. Степанова и И. Ф. Попова. Режиссёры: К. А. Зубов и П. А. Марков — Солдат; Пожилой офицер
- «Крылья» А. Е. Корнейчука. Режиссёры: К. А. Зубов и П. А. Марков — Колхозник
- «Проданная колыбельная». Режиссёры: П. А. Марков и С. Б. Межинский — 1-й полицейский, сосед

Сезон 1955/1956 гг.:
- «Ванина Ванини» X. Лакснесса. Перевод В. С. Морозовой. Режиссёры: П. А. Марков и С. Б. Межинский — Полицейский
- «Иван Рыбаков» В. М. Гусева, доработка В. В. Винникова. Режиссёры: Б. И. Равенских и Н. М. Залка — Командарм
- «Порт-Артур» И. Ф. Попова и А. Н. Степанова. Режиссёры: К. А. Зубов и П. А. Марков — Остапчук
- «Иван Грозный» А.Толстого. Режиссёры П. М. Садовский, К. А. Зубов и Б. И. Никольский — Юрьев
- «Макбет» (премьера) У. Шекспира. Перевод Б. Л. Пастернака. Режиссёры: К. А. Зубов и Е. П. Велихов — Призрак, позже 2-й гонец в доме Макбета
- «Деньги» А. В. Софронова. Режиссёр: Б. А. Бабочкин — Линев

Сезон 1956/1957 гг.:
- «Одна ночь» Б. Л. Горбатова. Режиссёр: В. И. Цыганков — Селиверстов
- «Власть тьмы» Л. Н. Толстого. Режиссёры: Б. И. Равенских и Л. П. Новицкая — Мужик

Сезон 1957/1958 гг.:
- «Когда горит сердце» В. А. Гольдфельда по роману В. П. Кина «По ту сторону». Режиссёр: А. А. Гончаров — Полицейский
- «Вечный источник» Д. И. Зорина. Режиссёр: Б. А. Бабочкин — Микитка, сельский кузнец
- «Село Степанчиково и его обитатели». Инсценировка Н. Р. Эрдмана по Ф. М. Достоевскому. Режиссёр: Л. А. Волков — Крестьянин-ходок
- «Власть тьмы» Л. Н. Толстого. Режиссёр: Б. И. Равенских и Л. П. Новицкая — Староста

Сезон 1958/1959 гг.:
- «Ярмарка тщеславия». Инсценировка И. В. Ильинского по У. М. Теккерею. Режиссёры: И. В. Ильинский, В. И. Цыганков, Т. А. Еремеева — Полицейский

Сезон 1959/1960 гг.:
- «Карточный домик» О. Н. Стукалова. Режиссёр: Д. А. Вурос — Игнат
- «Песня о ветре» А. Л. Вейцлера, А. Н. Мишарина. Режиссёры В. И. Коршунов и В. Б. Монахов — Южаков
- «Осенние зори» В.Блинова. Режиссёры: Б. И. Равенских, Л. П. Новицкая — Фёдор

Сезон 1960/1961 гг.:
- «Любовь Яровая» К. А. Тренева. Режиссёры: И. В. Ильинский и В. И. Цыганков — Семен-вахмистр
- «Иванов» А. П. Чехова — 1-й гость
- «Остров Афродиты» А. Парниса — Теофилис
- «Живой труп» Л. Н. Толстого. Режиссёр Л. А. Волков — 1-й курьер в суде
- «Взрыв» И. М. Дворецкого. Режиссёр Е. П. Велихов — Бехтин

Сезон 1961/1962 гг.:
- «Гроза». Н. Островского. Режиссёры: В. Н. Пашенная и М. Н. Гладков (премьера) — 2-й из народа
- «Маскарад» М. Ю. Лермонтова. Режиссёры: Л. В. Варпаховский, С. Ф. Конов (премьера) — 4-й гость
- «Коллеги» В. П. Аксёнова — Бугров

Сезон 1962/1963 гг.:
- «Волки и овцы» А. Н. Островского.

Режиссёры П. М. Садовский, В. И. Цыганков и Б. И. Никольский (премьера) — Староста
- «Маскарад» М. Ю. Лермонтова. Режиссёры Л. В. Варпаховский, С. Ф. Конов — Банкомет
- «Горе от ума» А. С. Грибоедова. Режиссёр Е. Р. Симонова (премьера) — Удушьев
- «Нас где-то ждут» А.Арбузова. Режиссёры Е. Р. Симонов, М. М. Новохижин (премьера) — Дежурный милиции

Сезон 1963/1964 гг.:
- «Маскарад» М. Ю. Лермонтова. Режиссёры Л. В. Варпаховский, С. Ф. Конов — 1-й гость
- «Коллеги» — Егоров
- «Луна зашла» Дж. Стейнбека Пер. О. М. Атлас. Режиссёры В. И. Цыганков, М. Е. Турбина (премьера) — Том Андерс
- «Бабьи сплетни» К.Гольдони. Пер. А. В. Амфитеатрова. Режиссёр М. Н. Гладков — Хозяин Томми
- «Перед ужином» В.Розова. Режиссёр В. Б. Монахов — Серёгин
- «Человек из Стратфорда» С.Алешина. Режиссёр Л. А. Заславский — Бербедж
- «Украли консула» Г.Мдивани. Режиссёр В. Б. Монахов — Марио
- «Власть тьмы» — Урядник

Сезон 1963/1964 гг.:
- «Умные вещи» С. Я. Маршака. Режиссёр Е. Р. Симонов (премьера) — Старый лакей

Сезон 1965/1966 гг.:
- «Ревизор» Н. В. Гоголя. Режиссёры И. В. Ильинский, В. М. Рыжков и В. И. Юрченко — Ляпкин-Тяпкин

Сезон 1966/1967 гг.:
- «Оптимистическая трагедия» Вс. В. Вишневского. Режиссёр Л. В. Варпаховский (премьера) — 1-й ведущий

Сезон 1967/1968 гг.:
- «Джон Рид» Евг. Симонова. Режиссёр его же (премьера) — Генерал Уэрта
- «Высшая мера» М. Б. Маклярского и К. И. Рапопорта по мотивам повести А. И Тарасова-Родионова «Шоколад». Режиссёры: В. И. Хохряков и Б. Ф. Горбатов (премьера) — Горст

Сезон 1968/1969 гг.:
- «Дачники» М. Горького. Режиссёры Б. А. Бабочкин, Д. Г. Кознов — Пустобайка

Сезон 1969/1970 гг.:
- «Разбойники» Ф. Шиллера. Перевод М. М. Достоевского. Режиссёр Л. А. Заславский (премьера) — Швейцер
- «Человек и глобус» В.Лаврентьева. Режиссёры В. М. Бейлис и В. Н. Иванов (премьера) — Директор завода
- «Эмигранты» А.Софронова. Режиссёр В. И. Цыганков (премьера) — Джеф, докер

Сезон 1970/1971 гг.:
- «Твой дядя Миша» Г.Мдивани. Режиссёр В. Б. Монахов — Герман Ковалев
- «Достигаев и другие» М. Горького. Режиссёр Б. А. Бабочкина (премьера) — Донат

Сезон 1971/1972 гг.:
- «Самый последний день» Б.Васильева. Режиссёры Б. И. Равенских, В. Н. Иванов (премьера) — Кирилл Николаевич

Сезон 1972/1973 гг.:
- «Конек-горбунок» П. П. Ершова. Инсценировка П. Г. Маляревского. Режиссёр Р. В. Соколов (премьера) — Городничий, 1-й боярин

Сезон 1973/1974 гг.:
- «Касатка» А. Н. Толстого. Режиссёр В. Н. Иванов — Уранов
- «Летние прогулки» А. Д. Салынского. Режиссёр Л. Е. Хейфец — Зевин Егор
- «Перед заходом солнца» Г. Гауптмана. Перевод Л. 3. Лунгиной. Режиссёр Л. Е. Хейфец — Эбиш
- «Не все коту масленица» А. Н. Островского. Режиссёры В. И. Хохряков, А. С. Юнников — Ахов

Сезон 1974/1975 гг.:
- «Достигаев и другие» М. Горького. Режиссёр Б. А. Бабочкин — Пропотей

Сезон 1975/1976 гг.:
- «Вечерний свет» А.Арбузова. Режиссёр-постановщик Л. Е. Хейфец — Взъерошенный мужчина
- «Лес» А. Н. Островского. Режиссёр И. В. Ильинский — Бодаев
- «Беседы при ясной луне» Инсценировка В. Н. Иванова по рассказам В. М. Шукшина. Режиссёр-постановщик В. Н. Иванов (премьера) — Владимир Николаевич
- «Власть тьмы» — Сват

Сезон 1976/1977 гг.:
- «Ураган» А.Софронова. Режиссёр-постановщик В. М. Бейлис (премьера) — Дудко
- «Заговор Фиеско в Генуе» Шиллера. Перевод и сценическая редакция Л. Лунгиной. Режиссёр-постановщик Л. Е. Хейфец (премьера) — Сакко
- «Так и будет» К.Симонова — Иванов

Сезон 1977/1978 гг.:
- «Царь Федор Иоаннович» А. К. Толстого. Режиссёр Б. И. Равенских. Режиссёр-практикант Н. А. Рябов — Голубь-сын
- «Любовь Яровая» К. А. Тренева (новая сценическая редакция). Режиссёр-постановщик П. Н. Фоменко. Режиссёр А. С. Юнников (премьера) — Хрущ[7]

Сезон 1978/1979 гг.:
- «Берег». Инсценировка М. Л. Рогачевского по роману Ю. В. Бондарева. Режиссёр-постановщик В. А. Андреев. Режиссёр А. С. Юнников (премьера) — Зыкин
- «Потерянный Рай» И.Шаркади. Режиссёр-постановщик В. Я. Мотыль. Режиссёр В. М. Бейлис (премьера) — Янош

Сезон 1979/1080 гг.:
- «Вызов» Г.Маркова и Э.Шима. Режиссёр-постановщик В. А. Андреев. Режиссёр В. М. Бейлис (премьера) — Артем Строгов

Сезон 1980/1981 гг.:
- «Целина» Л.Брежнева. Режиссёры-постановщики Б. А. Львов-Анохин и В. М. Бейлис. Режиссёр М. Е. Турбина (премьера) — Ведущий
- «Фома Гордеев» М. Горького. Режиссёр-постановщик Б. А. Львов-Анохин. Режиссёр В. К. Седов (премьера) — Зубов

Сезон 1982/1983 гг.:
- «Вишневый сад» А. П. Чехова. Режиссёр-постановщик И. В. Ильинский. Режиссёр В. Я. Мартенс — Прохожий

Сезон 1983/1984 гг.:
- «На всякого мудреца довольно простоты» А. Н. Островского. Режиссёр-постановщик И. В. Ильинский. Режиссёр В. Я. Мартенс — Крутицкий

Сезон 1984/1985 гг.:
- «Зыковы» М. Горького. Режиссёр-постановщик Л. Е. Хейфец. Режиссёр Н. В. Кенигсон (премьера) — Шохин

Сезон 1985/1986 гг.:
- «Из новостей этого дня» Г.Маркова и Э.Шима. Режиссёр-постановщик Е. Я. Весник. Режиссёр В. Я. Мартенс — Забабурин
- «Картина» А. Ремеза, Л. Е. Хейфеца по роману Д.Гранина. Режиссёр-постановщик Л. Е. Хейфец. Режиссёр Н. В. Кенигсон — Ширяев

Сезон 1986/1987 гг.:
- «Недоросль» Д. И. Фонвизина. Режиссёр-постановщик В. Н. Иванов — Цифиркин

Сезон 1986/1987 гг.:
- «Иван» А.Кудрявцева . Режиссёр-постановщик В. А. Андреев. Режиссёр Н. В. Кенигсон — Дудник
- «Человек, который смеется». Инсценировка Т. А. Еремеевой романа В. Гюго. Режиссёры-постановщики: И. В. Ильинский и В. Я. Мартенс (премьера) — Радамант
- «Обсуждению подлежит» А.Косенкова. Режиссёр-постановщик В. Е. Федоров (премьера) — Бянкин

Сезон 1987/1988 гг.:
- «Ревизор» Н. В. Гоголя. Режиссёры-постановщики Е. Я. Весник и Ю. М. Соломин — Ляпкин-Тяпкин
- «Гости» Л.Зорина. Режиссёр-постановщик В. А. Андреев. Режиссёр Н. В. Кенигсон (премьера) — Алексей Петрович Кирпичев

### Роли в кино
| Год       |   | Название                             | Роль                                                       |
| --------- | - | ------------------------------------ | ---------------------------------------------------------- |
| 1955      | ф | Гость с Кубани                       | Медведев                                                   |
| 1956      | ф | Две жизни (Сёстры)                   | Филимон, муж Даши                                          |
| 1957      | ф | Тугой узел                           | Фёдор Авдеев                                               |
| 1957      | ф | Огненные версты                      | Вареха                                                     |
| 1957      | ф | Ночной патруль                       | Митя Крылов                                                |
| 1958      | ф | Трое вышли из леса                   | Геннадий Скворцов                                          |
| 1959      | ф | Солнце светит всем                   | Максим Петрович Корень                                     |
| 1959      | ф | Жестокость                           | лектор укома Тарасов                                       |
| 1960      | ф | Мичман Панин                         | раненый большевик                                          |
| 1960      | ф | Леон Гаррос ищет друга               | Борис Ваганов                                              |
| 1960      | ф | Конец старой Березовки               | Иван Иванович Дегтярев                                     |
| 1961      | ф | Мишка, Серега и я                    | начальник строительства                                    |
| 1962      | ф | Вашингтонская история (ТВ)           | Джим                                                       |
| 1964      | ф | Товарищ Арсений                      | большевик Никитин                                          |
| 1964      | ф | До свидания, мальчики!               | отец Вики                                                  |
| 1965      | ф | Друзья и годы                        | солдат                                                     |
| 1967      | ф | Майор Вихрь                          | полковник Бородин                                          |
| 1967      | ф | Взорванный ад                        | Воронин                                                    |
| 1968      | ф | Шестое июля                          | делегат съезда Карпов                                      |
| 1968      | ф | Капа                                 | Петр                                                       |
| 1968      | ф | Барсуки                              | Максим Лызлов                                              |
| 1969      | ф | Сердце Бонивура                      | Топорков                                                   |
| 1969      | ф | Мы с Вулканом                        | отец Таборки                                               |
| 1970—1972 | с | Освобождение                         | маршал Александр Василевский                               |
| 1971      | ф | Поезд в далекий август               | полковник, командир 157-й стрелковой дивизии Д. И. Томилов |
| 1972      | ф | Самый последний день                 | бригадир                                                   |
| 1973      | ф | Самый последний день (телеспектакль) | бригадир                                                   |
| 1973      | ф | «Высокое звание»                     | Имя персонажа не указано                                   |
| 1973—1983 | с | «Вечный зов»                         | Баулин                                                     |
| 1974      | ф | «Самый жаркий месяц»                 | Имя персонажа не указано                                   |
| 1974      | ф | «Высокое звание»                     | маршал                                                     |
| 1974      | ф | «Анискин и Фантомас»                 | бригадир                                                   |
| 1975      | ф | «Достигаев и другие»                 | Имя персонажа не указано                                   |
| 1976      | ф | «Собственное мнение»                 | Самсонов                                                   |
| 1976      | ф | «Два капитана»                       | Рощин                                                      |
| 1976      | ф | «Вишневый сад» (телеспектакль)       | Симеонов-Пищик                                             |
| 1977      | ф | «Солдаты свободы»                    | маршал Василевский                                         |
| 1977      | ф | Перед экзаменом                      | Имя персонажа не указано                                   |
| 1979      | ф | Цыган                                | Андрей Николаевич, начальник училища                       |
| 1979      | ф | Вкус хлеба                           | Касьянов                                                   |
| 1980—1981 | с | Мужество                             | Имя персонажа не указано                                   |
| 1980      | ф | Берег                                | Зыкин                                                      |
| 1980      | ф | Заговор Фиеско в Генуе               | Сакко                                                      |
| 1981      | ф | От зимы до зимы                      | Никифор Шкуратов                                           |
| 1981      | ф | Линия жизни                          | Агафонов                                                   |
| 1982      | ф | Свидание                             | Михаил Панкратович                                         |
| 1983      | ф | Тепло родного дома                   | Имя персонажа не указано                                   |
| 1984      | ф | Хроника одного лета                  | Имя персонажа не указано                                   |
| 1984      | ф | «Тихие воды глубоки»                 | Комаров, директор шахты                                    |
| 1984      | ф | «Особое подразделение»               | Андрей Демушкин в старости                                 |
| 1985      | ф | «Битва за Москву»                    | Василевский                                                |
| 1985      | ф | «Батальоны просят огня»              | генерал-лейтенант                                          |
| 1986      | ф | «Борис Годунов»                      | эпизод                                                     |
| 1987      | ф | Недоросль                            | Цифиркин, отставной сержант                                |
| 1987      | ф | Зыковы                               | Имя персонажа не указано                                   |
| 1988      | ф | Радости земные                       | Имя персонажа не указано                                   |
| 1989      | ф | Сталинград                           | Василевский                                                |